# اليساندرو بيليمو
اليساندرو بيليمو (بالإيطالية: Alessandro Bellemo)‏ (7 أغسطس 1995 بإيطاليا - ) هو لاعب كرة قدم إيطالي في مركز الوسط. لعب مع نادي بادوفا.

## روابط خارجية
- اليساندرو بيليمو على موقع قاعدة بيانات كرة القدم.إي يو (الإنجليزية)
- اليساندرو بيليمو على موقع Soccerway.com (الإنجليزية)
- اليساندرو بيليمو على موقع عالم كرة القدم.نت (الإنجليزية)